# Просвет (Гомельська область)
Просвет (біл. Прасвет) — селище в Тереницькій сільській раді Гомельського району Гомельської області Республіки Білорусь.

## Географія

### Розташування
У 26 км на північний захід від Гомеля.

## Гідрографія
На півдні канава Червона, сполучена з річкою Уза (притока річки Сож).

## Транспортна мережа
Автодорога Жлобин — Гомель. До південної частини прямолінійної меридіональної вулиці приєднується з північного заходу друга прямолінійна вулиця. Забудова двостороння, дерев'яна, садибного типу.

## Історія
Засноване на початку XX століття переселенцями із сусідніх сіл. 1926 року в Уваровицькому районі Гомельського округу. У 1929 році організовано колгосп «1 Травня», працювали кузня і вітряк. Під час німецько-радянської війни 30 мешканців загинули на фронті. 1959 року у складі колгоспу «1 Травня» (центр — село Тереничі).

## Населення

### Чисельність
- 2009 — 137 мешканців.